# Ellen Geer
Ellen Geer (New York, 29 agosto 1941) è un'attrice, docente e regista teatrale statunitense, che ha recitato in molti film e serie TV statunitensi.

## Biografia
Figlia degli attori Herta Ware e Will Geer, nasce a New York. Nel 1963 sposa prima Ed Flanders, dal cui matrimonio nasce Ian Geer Flanders. In seguito al divorzio, avvenuto nel 1968, sposa Peter Alsop: con lui ha due figlie, Megan e Willow. Durante la sua carriera ha fatto molte apparizioni in serie televisive in diversi film. Ha anche sceneggiato Silence e Memory of Us, dove recitava il padre.
Ha anche recitato in serie televisive di successo quali Le strade di San Francisco, Charlie's Angels, Star Trek: The Next Generation, Dallas, CSI - Scena del crimine, E.R., NYPD Blue, Cold Case, Desperate Housewives, Castle, The Mentalist e Bones.

## Filmografia

### Cinema
- Petulia, regia di Richard Lester (1968)
- Boon il saccheggiatore (The Reivers), regia di Mark Rydell (1969)
- Vedovo aitante, bisognoso affetto offresi anche babysitter (Kotch), regia di Jack Lemmon (1971)
- Harold e Maude (Harold and Maude), regia di Hal Ashby (1971)
- Silence, regia di John Korty (1974)
- Memory of Us, regia di H. Kaye Dial (1974)
- Giovani guerrieri (Over the Edge), regia di Jonathan Kaplan (1978)
- On the Nickel, regia di Ralph Waite (1980)
- Compleanno in casa Farrow (Bloody Birthday), regia di Gerald T. Olson (1981)
- Il cuore come una ruota (Heart Like a Wheel), regia di Jonathan Kaplan (1983)
- Qualcosa di sinistro sta per accadere (Something Wicked This Way Comes), regia di Jack Clayton (1983)
- Vertenza inconciliabile (Irreconcilable Differences), regia di Charles Shyer (1984) - non accreditata
- Dr. Creator - Specialista in miracoli (Creator), regia di Ivan Passer (1985)
- Hard Travelling, regia di Dan Bessie (1986)
- Bel colpo amico (Big Shot), regia di Robert Mandel (1987)
- The Wild Part, regia di Beau Bridges (1987)
- Satan's Princess, regia di Bert I. Gordon (1989)
- Annunci di morte (Lonely Hearts), regia di Andrew Lane (1991)
- Giochi di potere (Patriot Games), regia di Phillip Noyce (1992)
- Testimone di mezzanotte (Midnight Witness), regia di Peter Foldy (1993)
- Deadly Exposure, regia di Lawrence Mortorff (1993) - non accreditata
- Amarsi (When a Man Loves a Woman), regia di Louis Mandoki (1994)
- Sotto il segno del pericolo (Clear and Present Danger), regia di Phillip Noyce (1994)
- Phenomenon, regia di Jon Turteltaub (1996)
- L'uomo del giorno dopo (The Postman), regia di Kevin Costner (1997)
- La strana coppia II (The Odd Couple II), regia di Howard Deutch (1998)
- Amori & incantesimi (Practical Magic), regia di Griffin Dunne (1998)
- Alfa Romeo, regia di Peter Alsop ed Ellen Geer (1999)
- Criminal, regia di Gregory Jacobs (2004)
- Me and You and Everyone We Know, regia di Miranda July (2005)
- L'ultimo messia (The Visitation), regia di Robby Henson (2006)
- The Gold Bracelet, regia di Kavi Raz (2006)
- Man in the Chair, regia di Michael Schroeder (2007)
- Montana Amazon, regia di D.G. Brock (2012)
- House at the End of the Drive, regia di David Worth (2014)

### Televisione
- Play of the Week – serie TV, episodio 2x26 (1961)
- Reporter alla ribalta (The Name of the Game) – serie TV, episodio 2x20 (1970)
- Jimmy Stewart Show – serie TV, 29 episodi (1971-1972)
- Ghost Story – serie TV, un episodio (1972)
- Una famiglia americana (The Waltons) – serie TV, 2 episodi (1972-1980)
- Medical Center – serie TV, episodio 4x21 (1973)
- The New Adventures of Perry Mason (The New Perry Mason) – serie TV, un episodio (1973)
- Alla ricerca di un sogno (The New Land) – serie TV, un episodio (1974)
- Insight – serie TV, 5 episodi (1974-1982)
- Archer – serie TV, un episodio (1975)
- Babe, regia di Buzz Kulik – film TV (1975)
- Barnaby Jones – serie TV, 2 episodi (1975-1979)
- Sulle strade della California (Police Story) – serie TV, episodio 3x16 (1976)
- Il caso Lindbergh (The Lindbergh Kidnapping Case), regia di Buzz Kulik – film TV (1976)
- Delvecchio – serie TV, un episodio (1976)
- La donna bionica (The Bionic Woman) – serie TV, episodio 2x09 (1976)
- Le strade di San Francisco (The Streets of San Francisco) – serie TV, episodio 5x14 (1977)
- Un trio inseparabile (Westside Medical) – serie TV, un episodio (1977)
- Fantasilandia (Fantasy Island) – serie TV, 2 episodi (1978-1979)
- CHiPs – serie TV, 5 episodi (1978-1982)
- The Trial of Lee Harvey Oswald, regia di Gordon Davidson e David Greene – film TV (1979)
- Baretta – serie TV, episodio 4x06 (1979)
- Night Cries, regia di Richard Lang – film TV (1979)
- Charlie's Angels – serie TV, episodio 4x07 (1979)
- Paris – serie TV, un episodio (1979)
- A Shining Season, regia di Stuart Margolin – film TV (1979)
- Dallas – serie TV, 3 episodi (1979-1989)
- My Kidnapper, My Love, regia di Sam Wanamaker – film TV (1980)
- Dynasty – serie TV, episodi 1x01-1x02-1x03 (1980) - non accreditata
- The Princess and the Cabbie, regia di Glenn Jordan – film TV (1981)
- Strike Force – serie TV, un episodio (1981)
- Codice rosso fuoco (Code Red) – serie TV, un episodio (1982)
- Quincy (Quincy, M.E.) – serie TV, 2 episodi (1982)
- Trapper John (Trapper John, M.D.) – serie TV, episodio 4x06 (1982)
- Deadly Lessons, regia di William Wiard – film TV (1983)
- Voyagers! - Viaggiatori nel tempo (Voyagers!) – serie TV, un episodio (1983)
- I Want to Live, regia di David Lowell Rich – film TV (1983)
- Il brivido dell'imprevisto (Tales of the Unexpected) – serie TV, episodio 6x13 (1983)
- Trauma Center – serie TV, un episodio (1983)
- Squadriglia top secret (Call to Glory) – serie TV, un episodio (1984)
- Stingray, regia di Richard Colla – film TV (1985)
- Vicini troppo vicini (Too Close for Comfort) – serie TV, episodio 5x14 (1985)
- Falcon Crest – serie TV, 11 episodi (1985-1987)
- La legge del kung fu (Kung Fu: the Movie), regia di Richard Lang – film TV (1986)
- Hunter – serie TV, episodio 2x15 (1986)
- Moonlighting – serie TV, episodio 2x15 (1986)
- Disneyland – serie TV, un episodio (1986)
- Santa Barbara – soap opera, 2 puntate (1986-1990)
- A Different Affair, regia di Noel Nosseck – film TV (1987)
- The Town Bully, regia di Noel Black – film TV (1988)
- La bella e la bestia (Beauty and the Beast) – serie TV, 19 episodi (1988-1990)
- TV 101 – serie TV, un episodio (1989)
- Star Trek: The Next Generation – serie TV, episodio 5x04 (1991)
- Due come noi (Jake and the Fatman) – serie TV, episodio 5x05 (1991)
- I pirati dell'acqua nera (The Pirates of Dark Water) – serie TV, 8 episodi (1992-1993)
- South of Sunset – serie TV, un episodio (1993)
- Sirens – serie TV, un episodio (1993)
- Scambio d'accuse (Murder Between Friends), regia di Waris Hussein – film TV (1993)
- Un detective in corsia (Diagnosis: Murder) – serie TV, episodio 1x13 (1993)
- Tonya & Nancy: The Inside Story, regia di Larry Show – film TV (1994)
- JAG - Avvocati in divisa (JAG) – serie TV, episodio 2x12 (1997)
- The Practice - Professione avvocati (The Practice) – serie TV, episodio 2x07 (1997)
- Ancora una volta (Once and Again) – serie TV, 2 episodi (1999-2000)
- Philly – serie TV, un episodio (2001)
- CSI - Scena del crimine (CSI: Crime Scene Investigation) – serie TV, episodio 2x20 (2002)
- For the People – serie TV, un episodio (2002)
- The Wonderful World of Disney – serie TV, un episodio (2002)
- E.R. - Medici in prima linea (ER) – serie TV, episodio 10x01 (2003)
- Nip/Tuck – serie TV, episodio 1x10 (2003)
- Girlfriends – serie TV, 2 episodi (2003-2004)
- NYPD - New York Police Department (NYPD Blue) – serie TV, episodio 11x15 (2004)
- Cold Case - Delitti irrisolti (Cold Case) – serie TV, episodio 2x08 (2004)
- June, regia di Christopher Hutson – film TV (2004)
- American Dreams – serie TV, episodio 3x10 (2005)
- Carnivàle – serie TV, episodio 2x04 (2005)
- Una famiglia speciale (Our House), regia di Mark Griffiths – film TV (2006)
- Streghe (Charmed) – serie TV, episodio 8x22 (2006)
- Settimo cielo (7th Heaven) – serie TV, episodio 11x10 (2006)
- Medium – serie TV, 2 episodi (2006-2010)
- Desperate Housewives – serie TV, 4 episodi (2007-2012)
- Supernatural – serie TV, episodio 3x06 (2007)
- Bones – serie TV, episodio 4x22 (2009)
- The Mentalist – serie TV, episodio 2x10 (2009)
- Criminal Minds: Suspect Behavior – serie TV, episodio 1x13 (2011)
- Castle – serie TV, episodio 4x14 (2012)
- The Middle – serie TV, episodio 7x06 (2015)
- Room 104 – serie TV, episodio 1x12 (2017)
- NCIS - Unità anticrimine (NCIS) – serie TV, episodio 17x03 (2019)

## Doppiatrici italiane
Nelle versioni in italiano delle opere in cui ha recitato, Ellen Geer  è stata doppiata da:
- Lorenza Biella in Medium, NCIS - Unitò anticrimine
- Angiola Baggi in Cold Case - Delitti irrisolti
- Alina Moradei in Star Trek: The Next Generation
- Cristina Grado in Streghe
- Paola Piccinato in Carnivàle
- Miranda Bonansea in Desperate Housewives - I segreti di Wisteria Lane (ep. 3x24, 4x04)
- Doriana Chierici in Desperate Housewives - I segreti di Wisteria Lane (ep. 4x17)
- Graziella Polesinanti in Criminal Minds: Suspect Behavior
- Paila Pavese in Castle
- Antonella Rinaldi in The Middle